# Vulsor bidens
Espèce
Vulsor bidens est une espèce d'araignées aranéomorphes de la famille des Viridasiidae.

## Distribution
Cette espèce est endémique de Mayotte dans l'archipel des Comores,.

## Description
La femelle holotype mesure 21 mm.

## Systématique et taxinomie
Cette espèce a été décrite par Simon en 1889.

## Publication originale
- Simon, 1889 : « Études arachnologiques. 21e Mémoire. XXXI. Descriptions d'espèces et de genres nouveaux de Madagascar et de Mayotte. » Annales de la Société Entomologique de France, sér. 6, vol. 8, p. 223-236 (texte intégral).